# Beaux-Arts Apartments
Los Beaux-Arts Apartments son dos torres de apartamentos situadas en 307 y 310 de la calle 44 Este en los barrios East Midtown y Turtle Bay de Manhattan en Nueva York (Estados Unidos). Diseñado por Raymond Hood y Kenneth Murchison, se construyeron entre 1929 y 1930. Originalmente tenían 640 apartamentos.
El edificio del número 307 está en la acera norte de la calle 44 Este, y el 310 en la sur. Las dos torres tienen 16 pisos y están enfrentadas. Son de piedra caliza en la base, ladrillo oscuro entre las ventanas en los pisos superiores y ladrillo claro entre cada piso. Los cuatro pisos superiores de ambos edificios contienen numerosos retranqueos, que forman terrazas para las unidades del piso superior. Los interiores consisten principalmente en estudios que miden 6,7 por 4 m en promedio; están iluminados por grandes ventanales en el exterior. La planta baja del edificio sur, el número 310, alberga una cafetería.
El complejo de apartamentos fue construido al este del Instituto de Diseño de Bellas Artes, que se había mudado a la zona en 1928. La construcción se anunció en febrero de 1929, y los edificios se financiaron mediante emisiones de acciones en lugar de préstamos hipotecarios. Se abrieron a los residentes en enero de 1930, en plena Gran Depresión. Estos evitaron la ejecución hipotecaria debido a su acuerdo de financiación y fueron inicialmente populares entre las mujeres de negocios. Se vendieron a la Organización Brodsky en 1973 y la Comisión de Preservación de Monumentos Históricos de la Ciudad de Nueva York los designó como un lugar emblemático de la ciudad en 1988.

## Sitio
Los Beaux-Arts Apartments son un par de torres de apartamentos en 307 y 310 East 44th Street, entre las avenidas Segunda y Primera, en los barrios East Midtown y Turtle Bay de Manhattan en Nueva York. 307 East 44th Street está en el lado norte de la calle, mientras que 310 East 44th Street está en el lado sur.  La parcela rectangular del número 307 cubre 1474 m², con una fachada de 48,2 m de largo de la calle 44 y una profundidad de 30,6 m. La parcela rectangular del número 310 cubre 1632 m², con un frente de 53,3 m de largo de la calle 44 y una profundidad de 30,6 m. El número 310 está directamente adyacente al Instituto de Diseño de Bellas Artes al oeste. Los apartamentos también están cerca del Ford Foundation Building al sur y del hotel Millennium Hilton New York One UN Plaza y del Church Center for the United Nations al este.
A principios del siglo XX, una gran parte de la población de Turtle Bay estaba involucrada en las artes o la arquitectura. Se construyeron estructuras como el Instituto de Diseño de Bellas Artes y los jardines residenciales Turtle Bay Gardens, Tudor City y Beekman Tower para esta comunidad. La renovación de William Lescaze de una casa de piedra rojiza existente en la calle 48, y su posterior conversión en Lescaze House, inspiró renovaciones similares a otras estructuras en el vecindario, como 219 East 49th Street.

## Diseño
Ambos bloques de apartamentos fueron diseñados por Raymond Hood y Kenneth Murchison como torres de 17 pisos, aunque solo 16 pisos son visibles desde la calle.  George A. Fuller Company fue el contratista general de ambas estructuras. Ambos edificios contienen superestructuras con armazón de acero. Los interiores de los apartamentos fueron diseñados por varios arquitectos. La disposición de las torres entre sí tenía la intención de hacer que la calle 44 pareciera un patio.

### Fachada
Las fachadas de los edificios son casi idénticas. El edificio norte en 307 East 44th Street tiene once tramos de ancho, mientras que el edificio sur en 310 East 44th Street tiene doce tramos de ancho. Las masas de ambos edificios están diseñadas de manera similar, y las torres de apartamentos en sí están dispuestas simétricamente de manera similar a las estructuras de Beaux-Arts. Las secciones principales están empotradas 2,4 m detrás de sus respectivas aceras, con plantaciones al frente. En cada extremo de ambos edificios hay pabellones, que sobresalen de la acera en sus primeros trece pisos. Para cumplir con la Ley de Zonificación de 1916, ambos edificios tienen retranqueos en los pisos 13 al 16, similares a los rascacielos art déco de Nueva York. El diseño de la fachada del vecino 3 United Nations Plaza se inspiró en los Beaux-Arts Apartments.

#### Base
En ambos bloques de apartamentos, la fachada de la calle 44 de los dos primeros pisos está revestida con piedra caliza, intercalada con bandas horizontales de cromo. Los extremos occidentales de los pisos de tierra de los edificios están ligeramente debajo de la acera, y hay pequeñas áreas plantadas detrás de las barandillas de hierro. Los estudios de la planta baja tenían sus propias entradas privadas directamente a la calle. En ambos edificios, las puertas y ventanas de la planta baja están cubiertas por rejas de hierro, que están diseñadas como rejillas de rombos, mientras que las paredes tienen luminarias triangulares. La única diferencia a nivel del suelo es que, en el edificio sur, la planta baja al este de la entrada tiene una pared de vidrio y aluminio que encierra un restaurante, en lugar de plantas.
Los centros de cada edificio tienen un pabellón de entrada de doble altura que sobresale hacia la calle, con tramos en ángulo que contienen ventanas abatibles a cada lado. Las puertas de entrada de vidrio y la ventana central del segundo piso están flanqueadas por jambas escalonadas. Un friso geométrico tallado se encuentra sobre la abertura del segundo piso de cada pabellón. Una barandilla de metal, con balaustres en forma de chevron, rodea el balcón en la parte superior de cada pabellón de entrada.

#### Pisos superiores

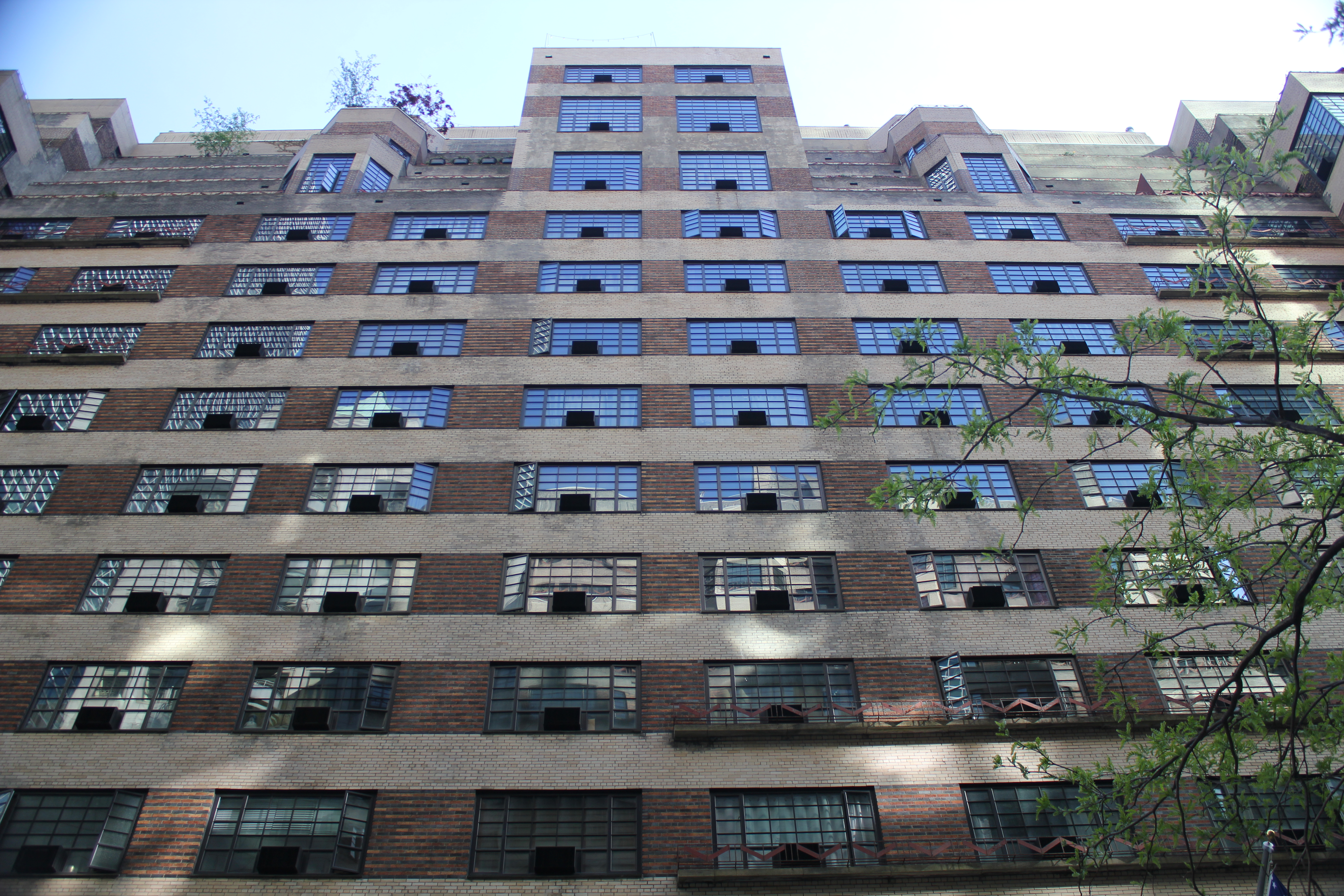
La parte superior de la fachada en 310 East 44th Street tiene dos tramos cuadradas en el centro. Las dos tramos de segundo desde el centro están en ángulo.

En cada uno de los pisos superiores de los edificios, hay amplias ventanas abatibles de acero. Los edificios tienen varios estilos de ventanas, como marcos de dos partes simples, dobles y triples, así como ventanas de esquina. En ambos edificios, las ventanas de triple hoja son las más comunes. Los pabellones de los extremos contienen ventanas que envuelven las esquinas de la fachada. Estas ventanas de esquina, que se incluyeron para mostrar que los muros exteriores no son estructurales, se construyeron con parteluces verticales mínimos para evitar obstruir las vistas. Según Hood, el diseño de las ventanas "quita el carácter de gofre del diseño habitual de fábrica". Había un 60 por ciento más de vidrio que en edificios comparables, según ambos arquitectos. En algunos de los pisos superiores se utilizan barandillas en forma de galón, similares en diseño a las que se encuentran sobre los pabellones de entrada.
Las ventanas de cada piso están separadas verticalmente por paneles de ladrillo rojo y negro que se alternan. Las enjutas entre las ventanas de diferentes pisos son bandas horizontales continuas de ladrillo de color claro ante. Hood dijo que las enjutas estaban destinadas a darle a las estructuras un énfasis horizontal, que se ajusta a las formas de cada edificio. Los pabellones de los extremos están revestidos con ladrillo de color claro similar al que se usa en las enjutas entre diferentes pisos. Los diseños de las fachadas principales continúan en los lados oeste y este de ambos edificios. Los lados oeste y este de los edificios están expuestos en diferentes grados, pero todos tienen franjas de ladrillo oscuro en el centro, detrás de las cuales hay escaleras. Algunas partes del lado este del edificio sur tienen una pared de estuco en lugar de un revestimiento de ladrillo; el estuco indica la silueta de un antiguo edificio de cuatro pisos al este.
En los pisos 13 al 16 de ambos edificios, hay retranqueos frente a la calle 44, que forman terrazas en cada piso. En ambos edificios, seis de los tramos contienen retranqueos de profundidad uniforme en cada piso. Los tramos restantes (cinco en el edificio norte y seis en el sur) están retranquedados según un patrón diferente. En cada edificio, estos consisten en el centro (un tramo en el norte, dos en el sur); el segundo tramo a cada lado del centro; y los tramos más externos.  Los tramos central y más externos de cada edificio contienen perfiles cuadrados, mientras que los tramos del segundo desde el centro están en ángulo. Los tramos centrales tienen solamente un retranqueo en el piso 16, y los otros cuatro tramos tienen retranqueos en los pisos 14, 15 y 16. Los áticos mecánicos de ladrillos están en los techos de ambos edificios. La parte trasera del edificio norte contiene terrazas con retranqueos graduales, pero la parte trasera del edificio sur no es visible desde la calle. Murchison escribió que los retranqueos se incluyeron para "aumentar la conveniencia de muchos apartamentos". El escritor de arquitectura Christopher Gray comparó la masa de los pisos superiores con un rompecabezas.

### Interior

#### Pisos inferiores

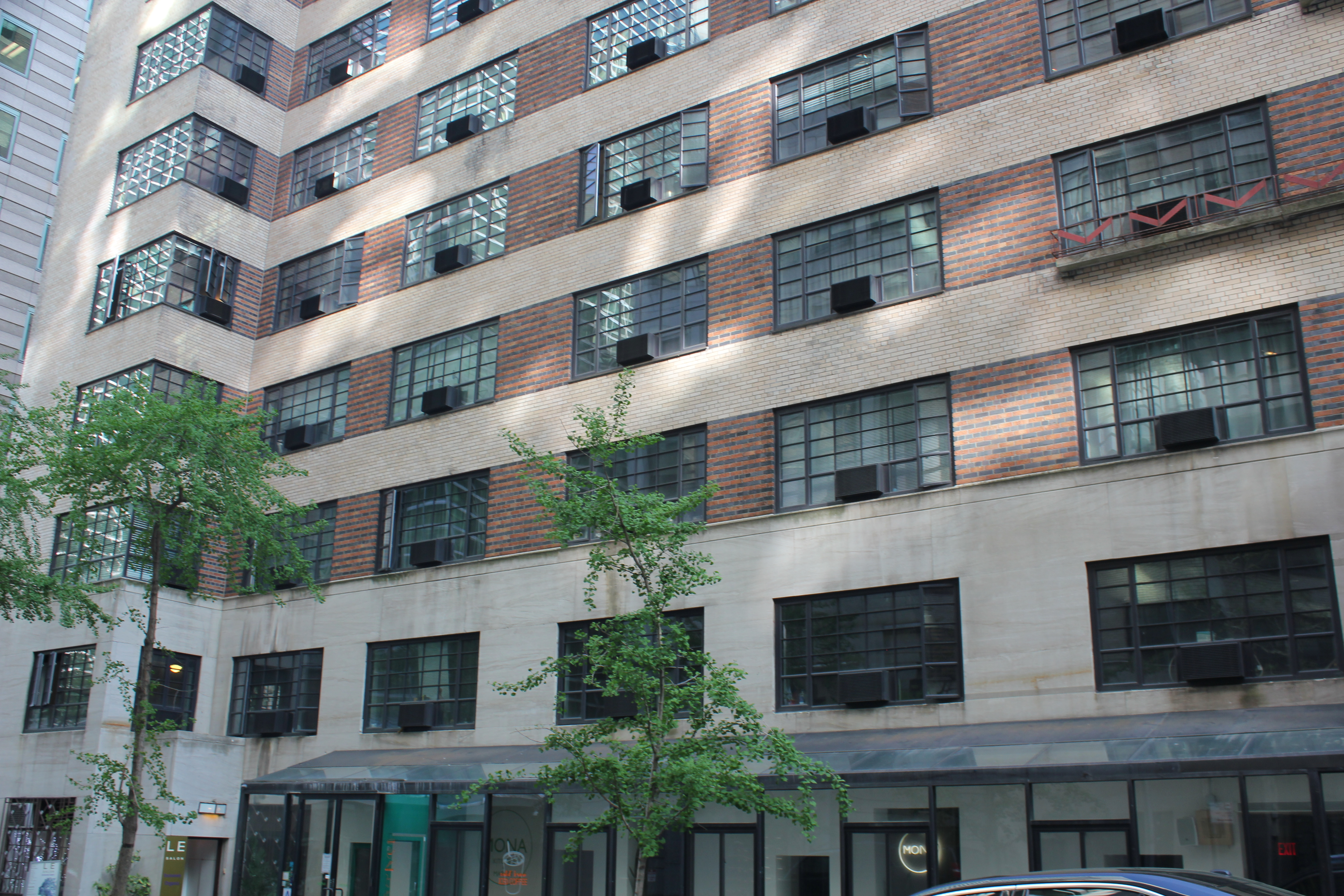
Área de restaurante en la base de 310 East 44th Street

Inicialmente, los vestíbulos de ambos edificios estaban decorados con un estilo moderno, con paredes laterales de vidrio marrón, intercaladas con molduras de aluminio y latón. Los vestíbulos también se decoraron con tiras de cromo y los techos se adornaron con motivos de hojas de plata. El estilo moderno continuó en las cabinas de los ascensores, que tenían techos de varillas de vidrio y paredes de aluminio lacado. Según Murchison, las paredes con paneles de metal de los ascensores se diseñaron sin espejos "solo para ocultar tu propia apariencia cuando entras a las 4 a. M."
La planta baja del número 310 tenía un pequeño restaurante llamado Café Bonaparte, operado en parte porque la mayoría de las unidades no tenían cocinas de servicio completo. Winold Reiss diseñó las habitaciones del café con decoraciones rojas, verdes y azules. El Café Bonaparte estaba destinado no solo a brindar servicio de habitaciones a los residentes, sino también a servir como un lugar de reunión social. El café también estaba decorado con paredes de tela, revestimientos acanalados y un techo con rejillas en zigzag. Un espacio similar en la planta baja en el número 307 originalmente estaba equipado con una cocina de servicio a la habitación, pero sin restaurante. Single-habitaciones dúplex, detrás de los vestíbulos y espacios restaurante, ya sea en la construcción, extenderse a la parte trasera del edificio respectivo.

#### Apartamentos
Los Beaux-Arts Apartments se organizaron con 800 habitaciones entre ellos, divididos en 640 unidades residenciales. El edificio norte (número 307) tenía 328 apartamentos y siete áticos, mientras que el edificio sur (número 310) tenía 345 apartamentos y seis áticos. Todas las unidades del primer al decimotercer piso de cada edificio se organizaron como apartamentos tipo estudio de una sola habitación. Se dispusieron apartamentos de uno a tres dormitorios en el decimocuarto piso de cada edificio y por encima de él. En ambos edificios, las paredes de los pisos pares estaban enlucidas en blanco, mientras que las paredes de los pisos impares estaban enlucidas en marrón áspero. Las despensas y los baños se enyesaron en blanco y los pasillos se terminaron con una textura rugosa. Se instalaron pisos de corcho en los estudios y pasillos comunes para brindar insonorización; se unieron directamente a las losas de hormigón y 5,1 cm más delgados que los suelos de madera. Las baldosas de corcho eran de 12,7 a 40,6 cm espesor y se colocaron en un patrón aleatorio. Los pasillos también están equipados con tolvas de basura.
Los pequeños estudios en los Beaux-Arts Apartments suelen medir solo 6,7 por 4 m. Los estudios tenían muebles originales sencillos, como cocinas pequeñas y camas plegables dobles. Aunque las cocinas no estaban diseñadas para cocinar, se diseñaron con dimensiones uniformes de 48 por 168 cm. La parte superior de las despensas tenía un fregadero y un mueble de cocina, mientras que la inferior tenía minirefrigeradores diseñados por General Electric. Había una o dos camas plegables Murphy en las paredes de cada estudio, que se instalaron sobre rieles móviles en las paredes. Los estudios individuales también tienen hasta cinco armarios. Los baños están dispuestos de manera que no se abran a las salas de estar; un pequeño vestíbulo en cada unidad de estudio conduce al baño de la unidad. Los baños en todo el edificio están construidos con un tamaño uniforme de 1,5 por 2,1 m, con una bañera empotrada, un pequeño inodoro, un lavabo y alicatado negro.
También hay estudios dúplex de uno y medio pisos en los pisos superiores de cada edificio. Las habitaciones de los estudios dúplex podrían medir hasta 11 por 4,3 de ancho y 4 m de alto. La disposición de estos dúplex está influenciada por la presencia de los retranqueos exteriores. Los estudios están dispuestos de manera que dos de los dormitorios de los estudios más grandes, uno encima del otro, abarquen tres pisos. En las unidades dúplex inferiores, los estudios y los dormitorios están en el piso 14, pero en las unidades dúplex superiores, el estudio está siete escalones por debajo del dormitorio del piso 16 y siete escalones por encima del dormitorio del piso 15. Algunas de las habitaciones tenían galerías con rejas de hierro forjado que, según el arrendatario original, daban la impresión de una casa espaciosa. El piso 17 de cada edificio contiene estudios y dormitorios de una sola altura, y el ático contiene suites de una, dos y tres habitaciones.

## Historia
A finales de la década de 1920, el Instituto de Diseño de Bellas Artes se encontraba en 126 East 75th Street en el Upper East Side de Manhattan. El instituto contrató a Hood y Murchison para encontrar un sitio que estuviera "en algún lugar más cercano a la zona de actividad de los arquitectos y delineantes", que estaba en Turtle Bay. En noviembre de 1927, el instituto compró un sitio en 304 y 306 East 44th Street, en el que planeaba construir un edificio de cuatro pisos, por 125 000 dólares. El instituto inauguró su nuevo edificio exactamente un año después.

### Construcción

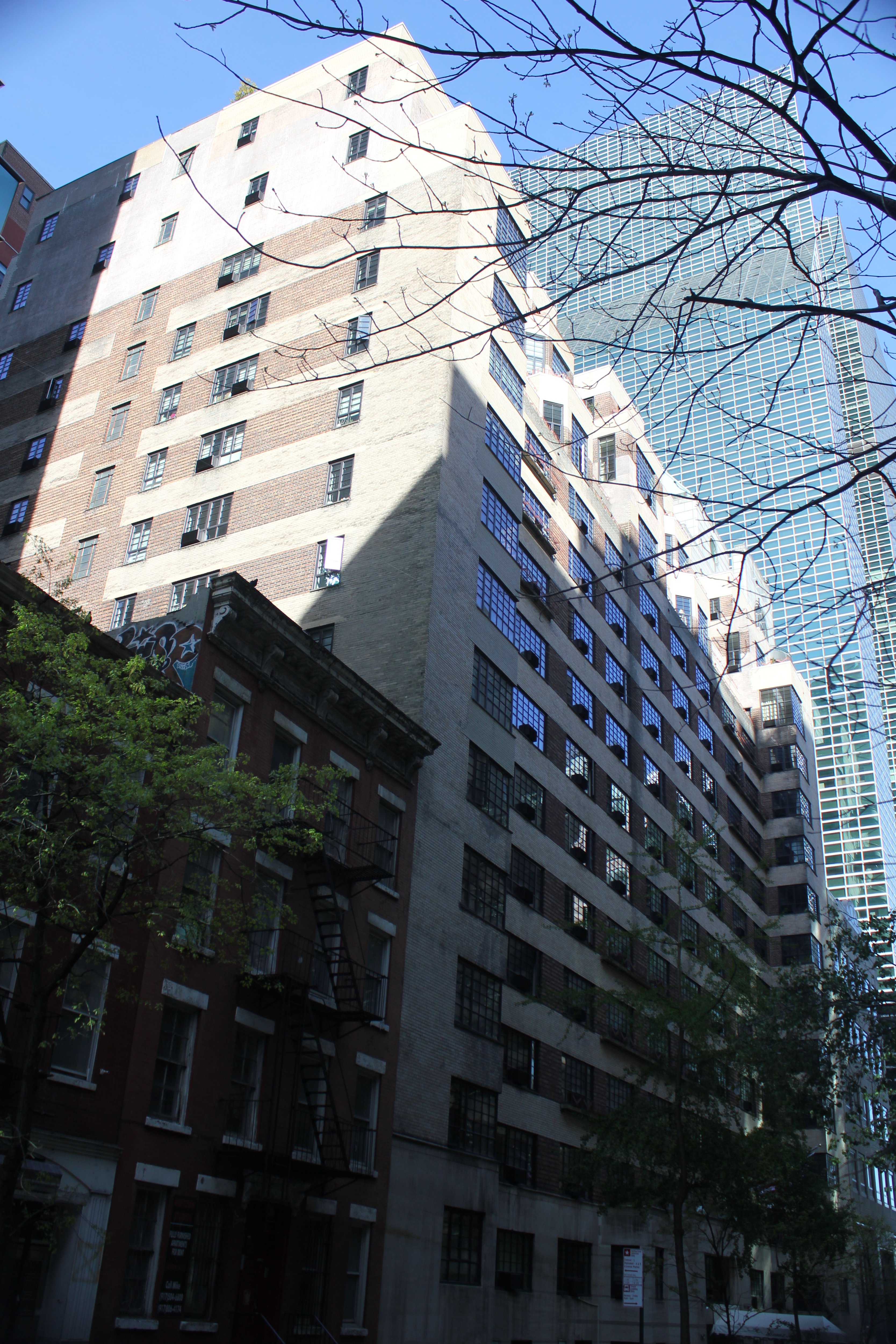
La torre norte en 307 East 44th Street

Mientras el Instituto de Diseño de Bellas Artes completaba su nueva sede, formó la Corporación de Desarrollo de Bellas Artes para desarrollar estudios residenciales cerca de los edificios del instituto. Hood y Murchison fueron seleccionados como arquitectos. Según The New York Times, los arquitectos imaginaron que la sección circundante de la calle 44 se convertiría en un "centro artístico de la parte alta" cerca de Grand Central Terminal. Hood y Murchison inicialmente habían contemplado construir todo el desarrollo como estudios de artistas, pero abandonaron ese plan a favor de la construcción de apartamentos más tradicional. En el momento de la construcción de los Beaux-Arts Apartments Apartments, los edificios de estudios de artistas como los Gainsborough Studios y los Bryant Park Studios generalmente tenían techos altos. Sin embargo, la concepción pública de un estudio había cambiado y el término se usaba cada vez más para referirse a apartamentos pequeños con pocas habitaciones.
La Corporación de Desarrollo de Bellas Artes adquirió dos parcelas en diciembre de 1928, por un total de 10 000 m. Estos consistían en un sitio en 308-320 East 44th Street, frente al instituto en el lado norte de la calle, así como un sitio en 307-317 East 44th Street, justo al lado del instituto en el lado sur. Douglas Elliman & Co. fueron contratados como agentes para los nuevos edificios que se construirán en esos sitios. Los planos para el edificio norte, que serán diseñados por Frederick A. Godley y J. André Fouilhoux, se presentaron el mismo mes.
En febrero de 1929, National City Company y United States Realty and Construction Company anunciaron que financiarían la construcción de los edificios con la venta de acciones de Beaux-Arts Apartments Inc., un sindicato de arquitectos que representa al desarrollador de los edificios. La financiación fue la primera de este tipo, ya que los edificios típicos se financiaban con préstamos hipotecarios. El financiamiento consistió en acciones ordinarias, emitidas uno a uno con cualquiera de dos emisiones de acciones preferentes, lo que elevaría el costo de construcción de 5,25 millones de dólares. Entre los inversores de la corporación se encontraban Hood y Murchison, así como los arquitectos y diseñadores Chester Holmes Aldrich, John W. Cross, William Adams Delano, William H. Gompert, Charles Klauder, Benjamin Wistar Morris, James W. O'Connor y Whitney Warren. Ese abril, la George A. Fuller Company ordenó 36 28 t de acero estructural de McClintic-Marshall para los dos edificios. En noviembre de 1929 se nombró un gerente residente

### Primeros años
Los Beaux-Arts Apartments se completaron en enero de 1930. En ese momento, Douglas Elliman & Co. dijo que se habían firmado muchos contratos de arrendamiento para pequeños estudios. En total, 23 personas poseían todas las acciones preferentes de los edificios. Aunque la mayoría de los inversores eran arquitectos o estaban asociados con las artes, también incluían a los agentes inmobiliarios Douglas L. y Roland Elliman; los abogados Huber B. Lewis, William B. Symmes y George G. Schreiber; los empresarios William Walter Phelps y John Kilpatrick ; y Fuller Construction Company. A pesar del hecho de que los edificios se terminaron al comienzo de la Gran Depresión y, por lo tanto, tenían menos inquilinos, su acuerdo de financiamiento fue un factor por el cual ninguno de los edificios entró en ejecución hipotecaria. Según un portavoz de Douglas Elliman, los apartamentos amueblados de los edificios ayudarían a atraer inquilinos más rápido que los apartamentos no amueblados. Ocho suites en los apartamentos fueron amuebladas para que los inquilinos potenciales las vieran, incluidas dos unidades diseñadas por Pierre Dutel en estilos contrastantes modernistas y tradicionales.
Los edificios recién terminados recibieron un premio de "mérito de construcción" de la revista Building Investment en febrero de 1930. Ese mes de junio abrió un café al aire libre en el patio del edificio sur. Los Beaux-Arts Apartments fueron inicialmente especialmente populares entre las mujeres de negocios, que comprendían más de la mitad de los residentes en julio de 1930. En ese momento, los edificios tenían 270 inquilinos, con un promedio de quince inquilinos firmando contratos de arrendamiento cada semana. Según la encuesta informal de residentes de Douglas Elliman, una de cada cinco inquilinas estaba casada pero había alquilado suites en los edificios durante la semana laboral. En 1931, sesenta suites en el edificio sur funcionaban como un hotel a corto plazo. La mayoría de los primeros inquilinos vivían solos o con una pareja. Entre los primeros residentes se encontraban el escultor Jo Davidson y el arquitecto Talbot Hamlin, así como Kenneth Murchison.

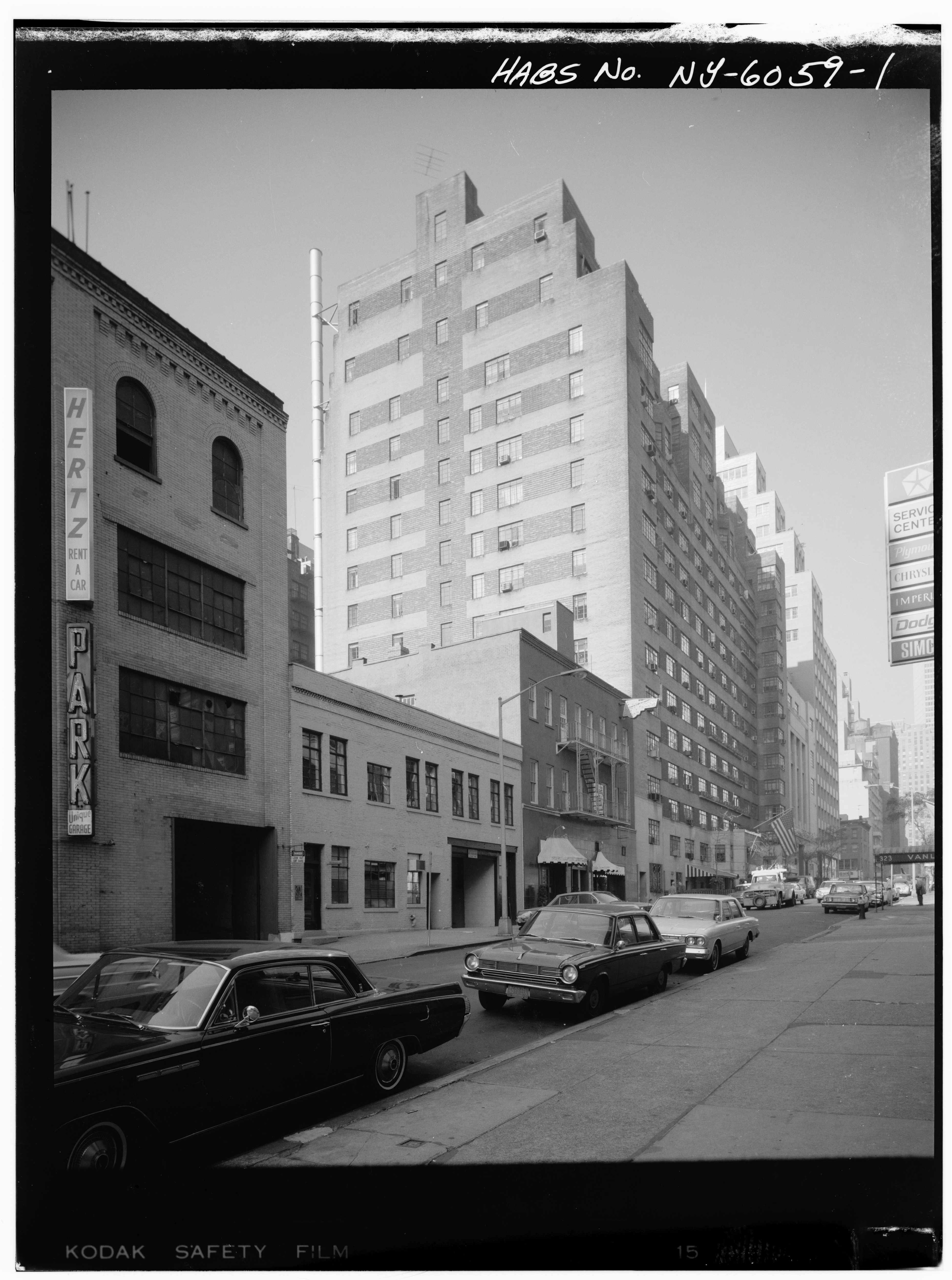
Imagen de la Historic American Buildings Survey

En marzo de 1933, una ruta de autobús lanzadera comenzó a funcionar entre los Beaux-Arts Apartments y la Grand Central Terminal. Aunque el New York Herald Tribune lo calificó como "quizás la ruta de autobús más corta del país", transportó a 50.000 pasajeros en sus primeros seis meses, y en octubre se creó otra ruta al Rockefeller Center. Los apartamentos traseros de los edificios eran más difíciles de alquilar, en parte porque enfrentaban preocupaciones comerciales que operaban de noche, haciendo ruido. Para solucionar este problema, en 1938 se instalaron paredes de bloques de vidrio y unidades de aire acondicionado en algunas unidades traseras. El mismo año, Leon y Lionel Levy presentaron planes para convertir el bloque de apartamentos del sur, 310 East 44th Street, en un hotel. Los servicios de autobuses privados de los Apartamentos Beaux-Arts hacia Grand Central y Rockefeller Center se interrumpieron en 1943 por orden de la Oficina de Transporte de Defensa; en ese momento, los autobuses transportaban 200 pasajeros diarios.

### Años recientes
A finales de la década de 1960, ambos Beaux-Arts Apartments se convirtieron en apartamentos residenciales estándar. Se renovaron las entradas de ambas estructuras y se eliminaron por completo las decoraciones originales del vestíbulo. En 1968, las Naciones Unidas propusieron construir un conjunto de torres gemelas en toda la cuadra delimitada por la calle 43, la primera avenida, la calle 45 y la segunda avenida, que sirviera como una expansión de su sede una cuadra al este. Esto habría implicado la destrucción de los Beaux-Arts Apartments, cuyos propietarios expresaron sorpresa por la propuesta y dijeron que continuarían operando los edificios de departamentos. Si bien la propuesta de la ONU se modificó ligeramente a fines de 1969, los planes aún exigían demoler los apartamentos. La ONU finalmente decidió en cambio construir un rascacielos en un lote más pequeño en lugar de arrasar el sitio.
Beaux-Arts Properties vendió los Beaux-Arts Apartments Apartments a la Organización Brodsky por 8,1 millones de dólares en 1973. Brodsky dijo en ese momento que continuaría manteniendo el edificio. Bajo Brodsky, el bloque de apartamentos del sur en 310 East 44th Street se convirtió de hotel a apartamentos residenciales; Esta fue una de las varias conversiones residenciales que Brodsky realizó durante ese tiempo. Con la expansión de la sede de la ONU en las décadas de 1970 y 1980, todos los edificios vecinos del este fueron demolidos y se erigieron nuevas estructuras que bloquearon las fachadas orientales de los Beaux-Arts Apartments. One and Two United Nations Plaza y las misiones de Kuwait y Nigeria ante las Naciones Unidas se construyeron en el lado norte de la calle, a ambos lados de 307 East 44th Street, mientras que la sede de UNICEF y el Centro de la Iglesia de las Naciones Unidas se construyeron en el lado sur. adyacente a 310 East 44th Street. Los residentes de los Beaux-Arts Apartments no pudieron tener grandes reuniones en la calle 44 durante más de una década, ya que la calle tuvo que estar cerrada por obras.
El 11 de julio de 1989, la Comisión de Preservación de Monumentos Históricos de la Ciudad de Nueva York designó los edificios como monumentos de la ciudad. Los pisos superiores fueron remodelados en 1997 como parte de un proyecto de 120 000 dólares. Los edificios continúan siendo operados por la Organización Brodsky a a 2021.

## Recepción de la crítica
Cuando los edificios se completaron en 1930, el New York Herald Tribune llamó a los apartamentos "un tipo de edificio claramente diferente y sin embargo, no carece de las comodidades que se esperan y demandan en los apartamentos modernos". Tras la muerte de Hood en 1934, unos años después de la finalización de los edificios, el New York Daily News los calificó como "entre los mejores logros modernos en arquitectura", junto con el American Radiator Building, el Daily News Building y el McGraw Hill Building de Hood. En el libro New York 1930, el escritor de arquitectura Robert A. M. Stern caracterizó los edificios como los "apartamentos de calle lateral más interesantes" del período entre las dos guerras mundiales. En 1997, Christopher Gray escribió un artículo titulado "Un par de monumentos de 1930 al art déco" para The New York Times, en el que dijo sobre la restauración en curso: "el optimismo original de la era del jazz de este proyecto inusual es más una idea que realidad".